# Stânca Babin
Stânca Babin (în ucraineană Бабинська стінка) este o rezervație peisagistică de importanță locală din raionul Chelmenți, regiunea Cernăuți (Ucraina), situată la vest de satul Babin.
Suprafața ariei protejate constituie 1,405 de hectare și a fost înființată în anul 1991 prin decizia consiliului regional. Statutul a fost acordat pentru protecția peisajului natural pitoresc situat pe versantul drept împădurit al canionului Nistrului. Sunt deosebit de valoroase secțiunile geologice cu formațiuni carstice valoroase, peisaje pitorești, vegetație indigenă și de stepă.
Există atât straturi de glauconit-cuarț, cât și nisip, precum și argilite și depozite de calcar-dolomit-marnă ale silurianului, respectiv, perioadele geologice cambriană, siluriană și sarmațiană, care ating straturi ale istoriei planetei de 500 de milioane de ani.

## Galerie de imagini

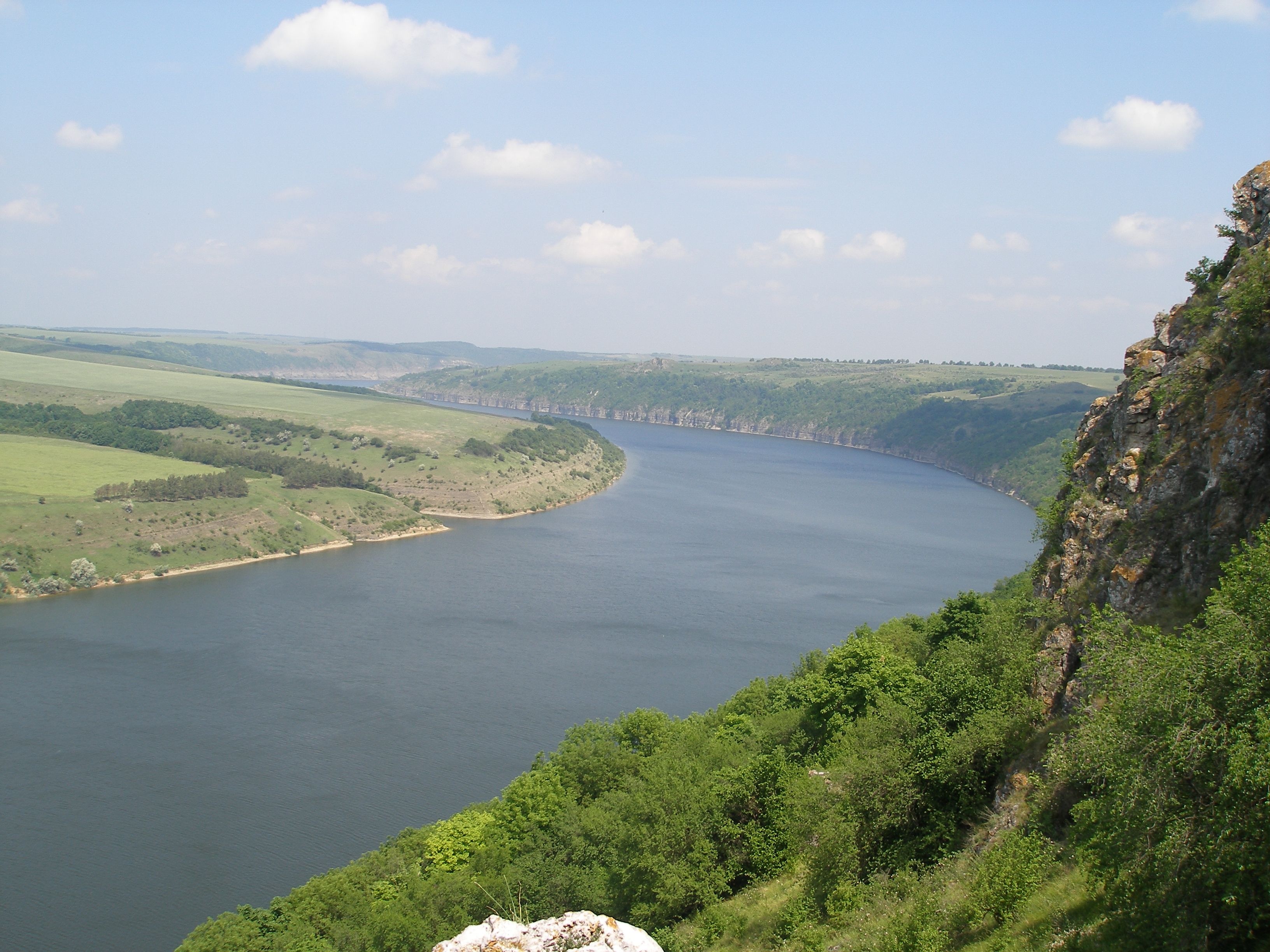
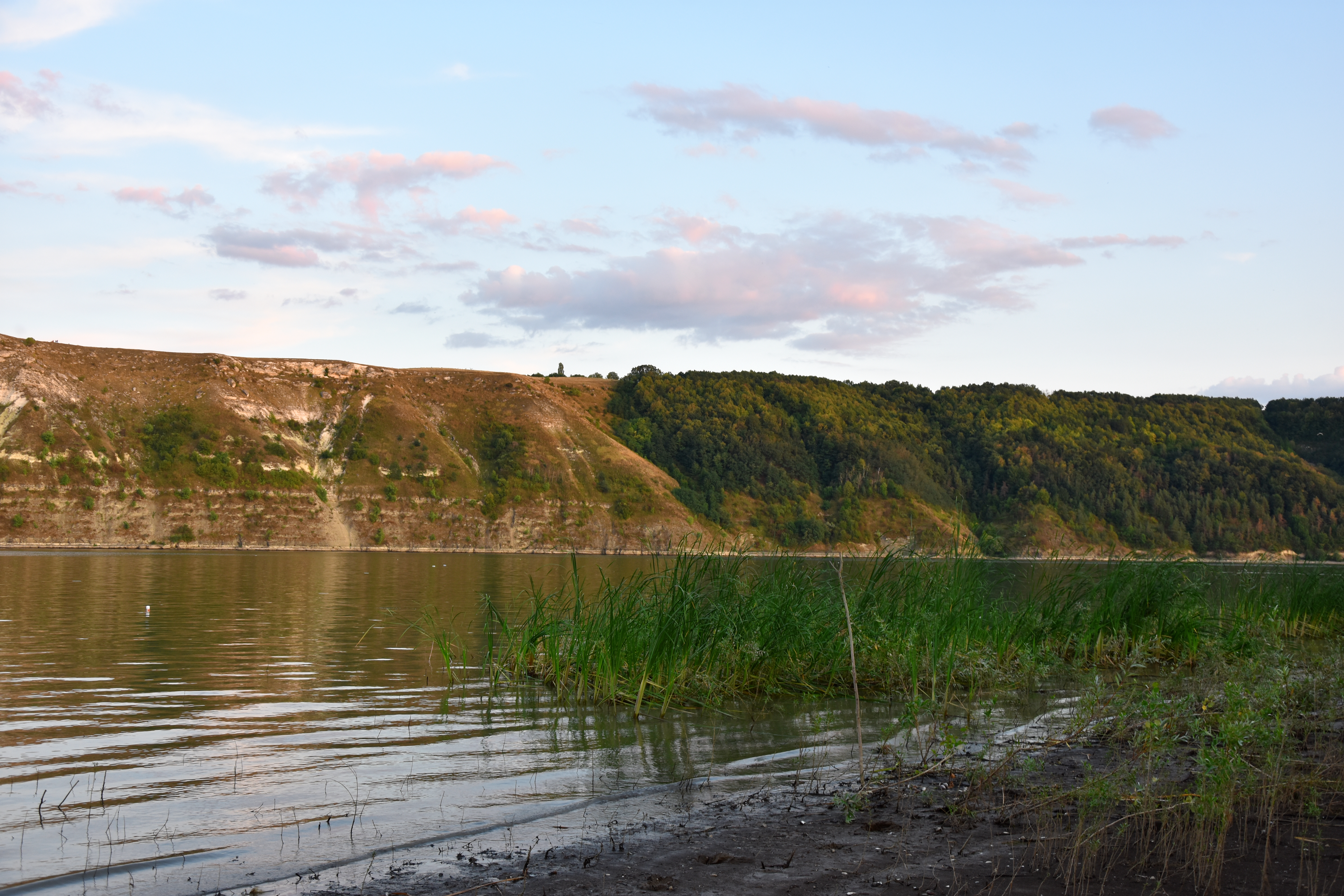
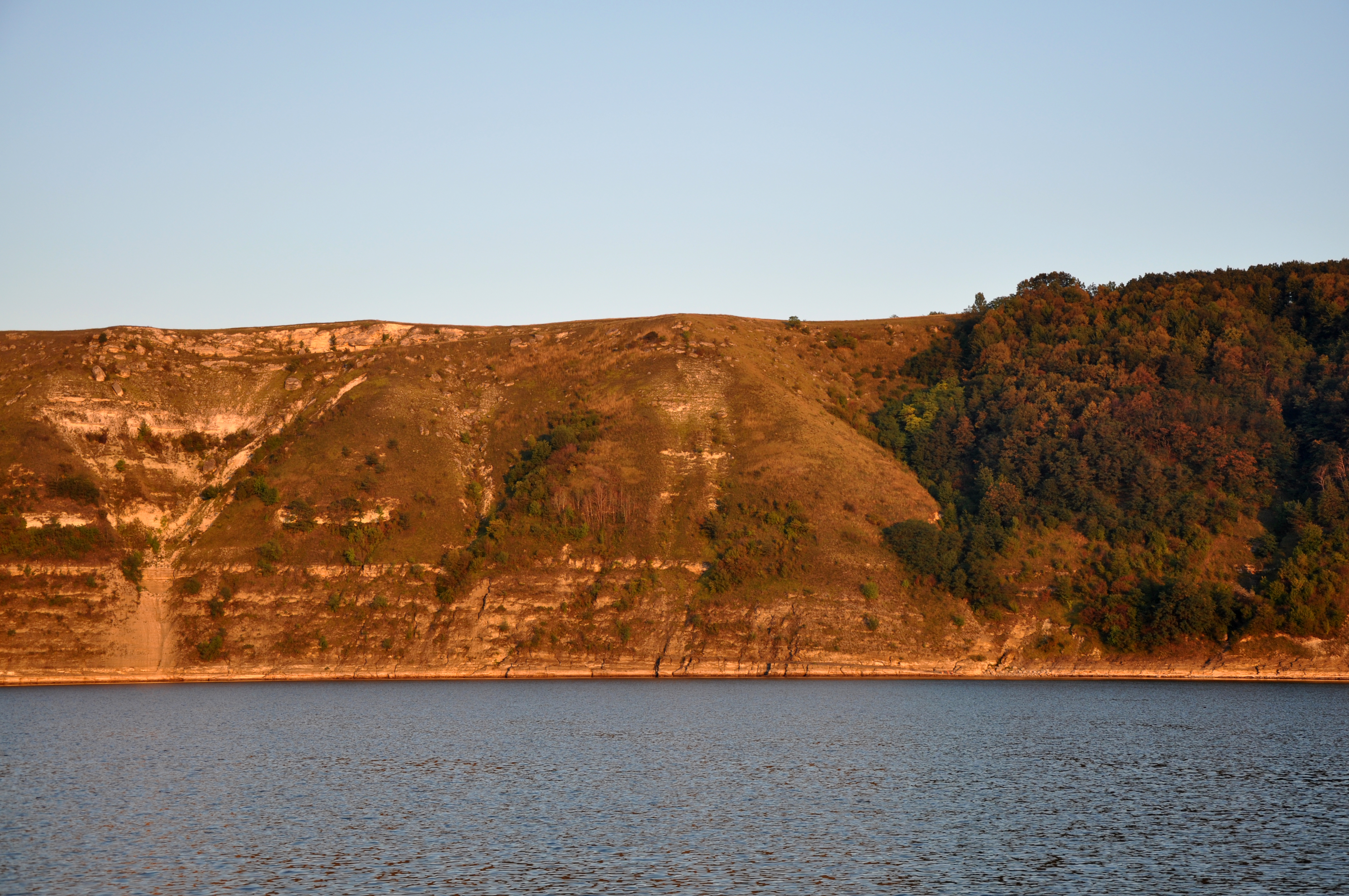